# Jason Flores
Jason Paolo Flores Abrigo (Chile, 28 de febrero de 1997) es un futbolista profesional chileno. Juega de delantero en Deportes Recoleta de la Primera B de Chile.

## Estadísticas

### Clubes
- Actualizado hasta el 25 de febrero de 2022.

| Club                         | Div.          | Temporada     | Liga  | Liga  | Copas nacionales | Copas nacionales | Torneos internacionales | Torneos internacionales | Total | Total |
| Club                         | Div.          | Temporada     | Part. | Goles | Part.            | Goles            | Part.                   | Goles                   | Part. | Goles |
| ---------------------------- | ------------- | ------------- | ----- | ----- | ---------------- | ---------------- | ----------------------- | ----------------------- | ----- | ----- |
| Unión Española · Chile       | 1ª            | 2014-15       | 3     | 1     | 1                | 0                | —                       | —                       | 4     | 1     |
| Unión Española · Chile       | 1ª            | 2015-16       | 8     | 1     | 2                | 1                | —                       | —                       | 10    | 2     |
| Unión Española · Chile       | 1ª            | 2016-17       | 4     | 0     | 6                | 0                | —                       | —                       | 10    | 0     |
| Unión Española · Chile       | Total club    | Total club    | 15    | 2     | 9                | 1                | 0                       | 0                       | 24    | 3     |
| Deportes Antofagasta · Chile | 1ª            | 2017          | 7     | 2     | 4                | 1                | —                       | —                       | 11    | 3     |
| Deportes Antofagasta · Chile | 1ª            | 2018          | 19    | 2     | 2                | 0                | —                       | —                       | 21    | 2     |
| Deportes Antofagasta · Chile | 1ª            | 2019          | 20    | 4     | —                | —                | 2                       | 1                       | 22    | 5     |
| Deportes Antofagasta · Chile | 1ª            | 2020          | 30    | 4     | —                | —                | —                       | —                       | 30    | 4     |
| Deportes Antofagasta · Chile | 1ª            | 2021          | 27    | 1     | 2                | 0                | 1                       | 0                       | 30    | 1     |
| Deportes Antofagasta · Chile | 1ª            | 2022          | 16    | 4     | 0                | 0                | 7                       | 1                       | 23    | 5     |
| Deportes Antofagasta · Chile | 2ª            | 2024          | 23    | 2     | 3                | 0                | —                       | —                       | 26    | 2     |
| Deportes Antofagasta · Chile | Total club    | Total club    | 142   | 21    | 11               | 1                | 10                      | 2                       | 163   | 24    |
| Curicó Unido · Chile         | 1.ª           | 2023          | 24    | 3     | 1                | 0                | 1                       | 0                       | 26    | 3     |
| Curicó Unido · Chile         | Total club    | Total club    | 24    | 3     | 1                | 0                | 1                       | 0                       | 26    | 3     |
| Total carrera                | Total carrera | Total carrera | 181   | 26    | 21               | 2                | 11                      | 2                       | 213   | 30    |
| 1. 2. 3.                     |               |               |       |       |                  |                  |                         |                         |       |       |